# Universidad Pierre Mendès France
La Universidad Pierre Mendès France de Grenoble (también llamada UPMF o Grenoble-II), llamada así en el honor del escritor Pierre Mendès France, fue una universidad francesa que se creó en 1970. Su campus principal fue el de Grenoble, aunque más tardíamente se creó también el de Valence.
Sus enseñanzas giraban fundamentalmente sobre las Ciencias humanas y sociales, la Economía y el Derecho. Se sumaron a estas materias algunas disciplinas científicas, sobre todo la Informática. El UPMF tiene una tradición de experimentación en la propiedad de la interdisciplinarité.
El 11 de septiembre de 2015, el Gobierno francés publicó el decreto de fusión de las tres universidades grenoblenses, con una fusión efectiva a 1.º de enero de 2016. Nacía así la nueva entidad Universidad de Grenoble Alpes.

## Historia

### Universidad de Grenoble
El origen de la universidad de Grenoble remonta a 1339. La Universidad Grenoble II fue puesta en marcha en 1970, en aplicación de la ley de orientación de la enseñanza superior del 12 de noviembre de 1968. En 1985, la universidad obtuvo nuevos estatus en aplicación de la ley del 22 de enero de 1984. La universidad adopta la denominación "Pierre Mendès France" (UPMF) en 1991. En 2009, la fundación del PRES Universidad de Grenoble, futura Comunidad Universidad Grenoble Alpes, que reagrupa los establecimientos universitarios de la academia anuncia la reagrupación de todas las universidades grenoblenses para 2016.

### Presidentes de la universidad
- Sébastien Bernard (2012-2015)
- Alain Spalanzani (2007-2012)[2]
- Claude Courlet (2002-2007)
- François Petit (1997-2002)
- Guy Romier (1992-1997)
- Bernard Pouyet (1987-1992)
- Michel Rousset (1980-1987)
- Paul Leroi (1975-1980)
- Jean-Louis Quermonne (1970-1975)

## Organización y estructura
La universidad cuenta con diversos centros de investigación y estudio: facultades, unidades de formación y de investigación (UFR), escuelas e institutos universitarios.
- Facultad de economía de Grenoble
- Instituto de administración empresarial de Grenoble
- Instituto universitario de tecnología 2 (Grenoble)
- Instituto universitario de tecnología (Valènce)
- UFR Facultad de Derecho
- UFR Instituto de urbanismo de Grenoble
- UFR Ciencias del hombre y de la sociedad
- UFR Ciencias humanas

## Formación e investigación

### Enseñantes
- Mustafa Rachdi, profesor de matemáticas, especialista en estadística.
- Philippe Saltel, profesor de Filosofía, especialista de la Historia de la filosofía moral.
- Denis Vernant, profesor de Filosofía, especialista de la Filosofía del lenguaje y la pragmática, así como en la filosofía de la acción o praxilogía.

### Obras de arte
- Esculturas de granit cortado a la llama de Pierre Szekely (1971) : Punto de vista, Palabra, Frente.[4][5][6]
- Losas en deshielo de François Deck (1993) : Hacer el camino andando.[7]